# Кланлё, Бертран д’Оту
Бертран д’Оту (фр. Bertrand d'Ostoue; 1590 — 8 февраля 1649, Шарантон-ле-Пон), маркиз де Кланлё (Clanleu, Clenleu) — французский генерал.

## Биография
Сын Жака д’Оту, сеньора де Фокамберга, и Мари де Лашом.
Был военным комиссаром на службе у кардинала Ришельё.
Капитан в полку дю Ге-Сент-Флева при его формировании 8 июля 1635, служил в этом качестве в Пикардии в частях маршалов Шона и Шатийона, участвовал в осадах Корби (1636), Ландреси, Мобёжа и Ла-Капели под командованием кардинала Лавалета и обороне Мобёжа виконтом де Тюренном (1637). В кампанию 1638 года служил в войсках маршала Лафорса, о чем сообщает в своих мемуарах Бюсси-Рабютен и участвовал в обороне Гюиза и осаде Сент-Омера.
Кампмейстер того же полка (20.01.1639), внес вклад в снятие испанской осады Музона маршалом Шатийоном и во взятие Ивуа. Участвовал в осаде Арраса и боях под его стенами (1640), во взятии графом де Грансе Бар-ле-Дюка, Понт-а-Муссона, Сен-Мишеля, Линьи, Гондрекура, Нёшато, Эпиналя, Шате и других крепостей во Франш-Конте (1641), осаде Ла-Мота, разгроме барона де Се во Франш-Конте тем же генералом (1642). Затем был переведен в Пьемонт, где принял участие осаде Трино принцем Томасом (1643), осадах и взятии Сантьи и замка Асти (1644), затем в 1644—1648 годах служил в Пикардийской армии, участвовал в осадах Касселя, Мардика, Линка, Бурбура, Менена, Бетюна и Сен-Венана (1645).
Кампмаршал (10.03.1646), служил при осадах Куртре, Берга, Мардика и Дюнкерка, где 13 марта 1647 получил командование в отсутствие маршала Ранцау. После возвращения маршала Кланлё 3 июня предложили выбрать крепость во Фландрии, которой он хотел бы командовать, и маркиз остался в Дюнкерке (где его полк стоял гарнизоном), из которого выступил 11 июля, чтобы овладеть Диксмёйде, гарнизон которого взял в плен 13-го. В конце кампании сдал эту крепость эрцгерцогу Леопольду Вильгельму после нескольких дней осады, за что подвергся упрекам.
Оказавшись в немилости у королевского двора, в 1648 году перешел на сторону Фронды. Во время блокады Парижа королевскими войсками в январе 1649 был призван на службу Парижскому парламенту со своим полком и направлен командовать гарнизоном в Шарантоне. Погиб при штурме города войсками принца Конде, под командованием которого ранее служил при осаде Дюнкерка.
По словам мадам де Мотвиль, маркиз отказался от предложенной ему пошады, сказав, что повсюду был несчастен и «что находит более почетным умереть в настоящем случае, чем на эшафоте»
По мнению герцога Омальского, «был нрава мрачного и печального, о чем говорят его портреты».
Жена: Кретьенна Байи (1595—1652), дочь Шарля Байи де Сежура, королевского советника, президента Счетной палаты, депутата от Парижа на Генеральных штатах 1593 года, и Кретьенны Леклер дю Вивье, вдова Матье Бурлона, королевского советника и рекетмейстера.

## Комментарии
1. ↑  Также известен как маркиз или барон де Шанлё (Chanleu), это имя ему, вероятно, в результате опечатки, было дано в публикации La Gazette (Bussy Rabutin. T. IV, p. 364).